# Idaea taurica
Idaea taurica là một loài bướm đêm trong họ Geometridae.